# Christelijke Congregatie in Brazilië

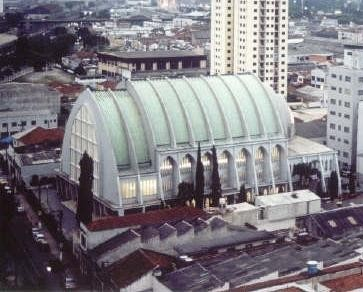
Hoofdkerk van de Christelijke Congregatie in Brazilië. De kerk in São Paulo biedt ruimte aan 5000 mensen

De Christelijke Congregatie in Brazilië (Portugees: Congregação Cristã no Brasil) is een evangelisch kerkgenootschap opgericht in Brazilië door de Italiaans-Amerikaanse missionaris Luigi Francescon (1866-1964), die ook bekend staat als Louis Francescon.
Francescon kwam vanuit Chicago naar São Paulo en van daaruit ging hij in 1910 naar Santo Antonio da Platina (Paraná).
De Christelijke Congregatie in Brazilië telde 2.289.634 leden in 2010 en had in 2008 17.000 tempels. In het stedelijk gebied van São Paulo zijn er 500.000 volgelingen, verspreid over 2.000 vestigingen. met een moederkerk in het district Brás.
Een verwant kerkgenootschap is de Christelijke Congregatie in de Verenigde Staten (Christian Congregation in the United States).

## Kenmerken van de Christelijke Congregatie
- De belijdenis dat de Bijbel het onfeilbare Woord van God is.
- Geloof dat iemand alleen gered kan worden door Jezus Christus aan te nemen als Heer en Redder tot vergeving der zonden.
- Doop door onderdompeling, het fysieke bewijs van de doop in de Heilige Geest.
- Geen formeel lidmaatschap.
- Minimale en bijbels georiënteerde liturgie van de gemeentelijke samenkomsten
- Een gemeenschap van christenen zonder vaste voorganger of predikant. De leiding berust bij oudsten of een broedervergadering. De bediening van het Woord vindt door meerdere broeders in de samenkomst plaats.